# Li Qingzhao
Li Qingzhao en chino tradicional, 李清照; en chino simplificado, 李清照; pinyin, Lǐ Qīngzhào, Wade-Giles: Li Ch'ing-chao, alias Yi'an Jushi (1084-c. 1155) escritora china de la Dinastía Song.

## Trayectoria
Nació en Prefectura Qi alrededor del año 1083 y pasó su infancia en Licheng —actual Jinan— en el seno de una familia de eruditos y militares, su padre era amigo de Su Shi.
Antes de casarse a los dieciocho años, ya era muy conocida como poeta. En 1101, se casó con Zhao Mingcheng, hijo de un importante funcionario con quien compartía un gran interés por las colecciones de arte y la epigrafía. Se mudaron a Kaifeng. Al comenzar su marido su carrera de oficial, se ausentaba mucho y esto le inspiró para sus poemas, de hecho los dos se escribieron poesía sobre su añoranza, su cariño y artefactos de bronce de las dinastías Shang y Zhou que ambos gustaban de coleccionar, amén de poemas sobre sus hijos.

Más al norte del río Amarillo, la situación general del país empeoraba. La caída de los Song de Norte (1126) y la creación de la Dinastía Jin (1115-1234), hizo que la pareja se instalara en Nankín en 1128, perdiendo gran cantidad de sus colecciones de bronce— difícilmente transportables —  y pinturas vendidas para sobrevivir.
Fueron recuperándose empero mientras los Song reinstauraban poco a poco el gobierno; Zhao Mingcheng retomó su carrera primero en Zhejiang y luego en Jiangxi. Pero estos dramas y traslados incesantes machacaron su salud y falleció a los cuarenta y cuatro años, en 1129.
En este tiempo, los Jurchen seguían avanzando y Li Qingzhao viuda y desesperada acabó por refugiarse con su hermano en Hangzhou en 1132, donde la Corte acababa de fijarse. Este le consigue un segundo matrimonio casi a sus cincuenta años que resultó ser desastroso, ya que su marido la maltrataba y no se preocupaba de ella, por lo que no dudó en pedir el divorcio a las pocas semanas.
El resto de su vida la pasó sola, encontrando refugio en una poesía jalonada de una desesperación cada vez más honda y la melancolía del amor perdido y la patria martirizada.
Únicamente se conservan alrededor de cien poemas en formato ci y unos pocos en shih.

## Reconocimientos
Recibió su nombre un cráter de Venus.
Karol Beffa puso música a cuatro de sus poemas: Fragments of China (Klarthe).

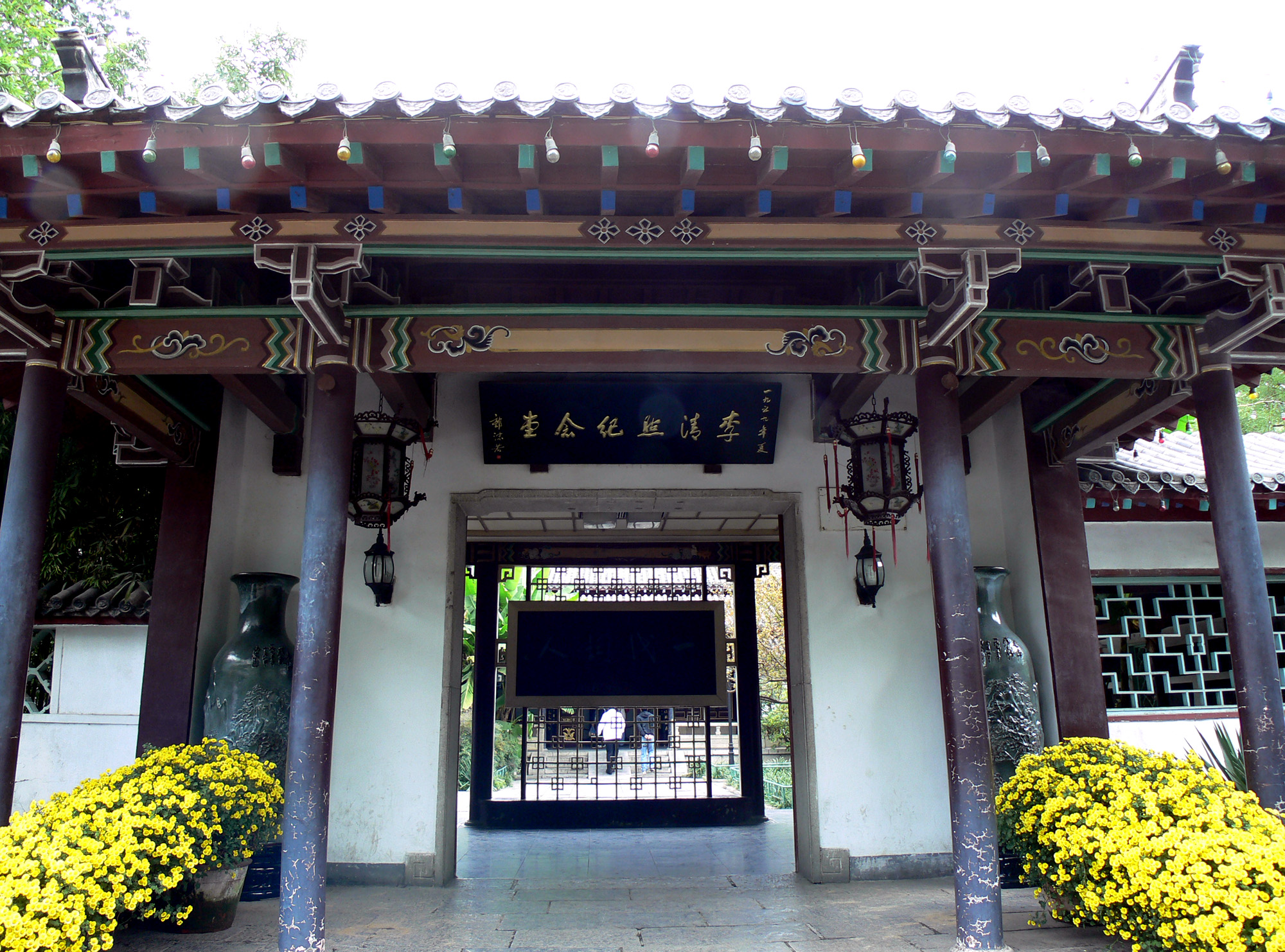
Memorial Li Qingzhao en Jinan

## Obra seleccionada
- Poesía completa, 60 poemas ci para cantar.[4]